# Spoorlijn Troyes - Brienne-le-Château
De Spoorlijn Troyes - Brienne-le-Château is een Franse spoorlijn van Troyes naar Brienne-le-Château. De lijn is 41,9 km lang en heeft als lijnnummer 012 000.

## Geschiedenis
De lijn werd in 1886 geopend door de Compagnie des chemins de fer de l'Est. In december 1950 werd het personenvervoer stilgelegd. Thans is de lijn alleen in gebruik voor goederenvervoer. 

## Treindiensten
De lijn is alleen in gebruik voor goederenvervoer.

## Aansluitingen
In de volgende plaatsen is of was er een aansluiting op de volgende spoorlijnen:
Troyes
RFN 001 000, spoorlijn tussen Paris-Est en Mulhouse-Ville
RFN 006 000, spoorlijn tussen Coolus en Sens
Saint-Julien-les-Villas
RFN 001 000, spoorlijn tussen Paris-Est en Mulhouse-Ville
RFN 832 000, spoorlijn tussen Saint-Julien en Saint-Florentin-Vergigny
RFN 832 311, raccordement van Saint-Julien 1
Brienne-le-Château
RFN 015 000, spoorlijn tussen Jessains en Sorcy